# Arimannia
Arimannia (del idioma lombardo ari-mann, "hombre de armas", esto es "hombre libre que sirve en el ejército"; similar al alemán heer-mann) fue como se designaba a cada grupo de guerreros directamente sujetos a la autoridad del rey de los lombardos durante su dominación en Italia. Por extensión, se denominaba como Arimannia al territorio defendido por ese grupo armado, que se repartía entre sus hombres. Así, Nocera Umbra fue una arimannia del Ducado de Spoleto lombardo, antes de convertirse en gastaldía.
El objetivo de una Arimannia era la defensa de algún punto estratégico importante. Aunque este tipo de agrupación militar está documentada solo desde el siglo VIII e. c., se cree que la Arimannia existió desde la invasión lombarda de Italia a finales del siglo VI.